# Discografia de The Fray
A discografia de The Fray lista os registros lançados por essa banda de rock formada em 2002 em Denver, Colorado.

## Álbuns de estúdio
| Ano  | Álbum                                                                     | Posição nas paradas | Posição nas paradas | Posição nas paradas | Posição nas paradas | Posição nas paradas | Certificação                                                                |
| Ano  | Álbum                                                                     | EUA                 | CAN                 | UK                  | AUS                 | NZL                 | Certificação                                                                |
| ---- | ------------------------------------------------------------------------- | ------------------- | ------------------- | ------------------- | ------------------- | ------------------- | --------------------------------------------------------------------------- |
| 2005 | How to Save a Life - Lançamento: 13 de setembro de 2005 - Gravadora: Epic | 14                  | 9                   | 4                   | 1                   | 2                   | - EUA: 2× Platina - AUS: Platina - CAN: Platina - NZ: Platina - UK: Platina |
| 2009 | The Fray - Lançamento: 3 de fevereiro de 2009 - Gravadora: Epic           | 1                   | 2                   | 8                   | 3                   | 19                  | - EUA: Ouro - AUS: Ouro - CAN: Ouro - UK: Prata                             |
| 2012 | Scars & Stories - Lançamento: 7 de fevereiro de 2012 - Gravadora: Epic    | 4                   | 6                   | 44                  | 18                  | 39                  | -                                                                           |
| 2014 | Helios - Lançamento: 25 de fevereiro de 2014 - Gravadora: Epic            | 8                   | 11                  | 51                  | 21                  | —                   | -                                                                           |

## EPs
| Ano  | Álbum       | Gravadora              |
| ---- | ----------- | ---------------------- |
| 2002 | Movement EP | Gravadora Independente |
| 2003 | Reason EP   | Gravadora Independente |
| 2007 | Reason EP   | Epic                   |

## Álbuns ao vivo
| Ano  | Álbum                                       | Gravadora |
| ---- | ------------------------------------------- | --------- |
| 2006 | Live at the Electric Factory: Bootleg No. 1 | Epic      |
| 2007 | Acoustic in Nashville: Bootleg No. 2        | Epic      |
| 2009 | The Fray Live from SoHo                     | iTunes    |

## Singles
| Ano  | Canção                     | Posição nas paradas | Posição nas paradas | Posição nas paradas | Posição nas paradas | Posição nas paradas | Posição nas paradas | Posição nas paradas | Posição nas paradas | Certificação                                                  | Álbum                             |
| Ano  | Canção                     | EUA                 | EUA Pop             | EUA Alt.            | EUA AC              | EUA Adult           | UK                  | CAN                 | AUS                 | Certificação                                                  | Álbum                             |
| ---- | -------------------------- | ------------------- | ------------------- | ------------------- | ------------------- | ------------------- | ------------------- | ------------------- | ------------------- | ------------------------------------------------------------- | --------------------------------- |
| 2006 | "Over My Head (Cable Car)" | 8                   | 5                   | 37                  | 15                  | 2                   | 19                  | 11                  | 22                  | - EUA: 3× Platina - CAN: Ouro - AUS: Ouro                     | How to Save a Life                |
| 2006 | "How to Save a Life"       | 3                   | 3                   | 31                  | 1                   | 1                   | 4                   | 1                   | 2                   | - EUA: 3× Platina - CAN: Platina - AUS: Platina - UK: Platina | How to Save a Life                |
| 2007 | "Look After You"           | 59                  | 31                  | —                   | 11                  | 12                  | —                   | 67                  | —                   |                                                               | How to Save a Life                |
| 2007 | "All at Once"              | —                   | —                   | —                   | —                   | 20                  | 175                 | —                   | —                   |                                                               | How to Save a Life                |
| 2008 | "You Found Me"             | 7                   | 6                   | 38                  | 2                   | 1                   | 35                  | 12                  | 1                   | - EUA: 3× Platina - AUS: 2× Platina                           | The Fray                          |
| 2009 | "Never Say Never"          | 32                  | 12                  | —                   | 30                  | 7                   | 87                  | 51                  | 38                  | - EUA: Platina                                                | The Fray                          |
| 2009 | "Heartless"                | 78                  | —                   | 25                  | —                   | —                   | —                   | 45                  | —                   |                                                               | The Fray: Live from SoHo The Fray |
| 2010 | "Syndicate"                | 109                 | 40                  | —                   | —                   | 16                  | —                   | —                   | —                   |                                                               | The Fray                          |
| 2011 | "Heartbeat"                | 42                  | 22                  | 37                  | 14                  | 9                   | —                   | 63                  | 66                  | - EUA: Ouro                                                   | Scars & Stories                   |
| 2012 | "Run for Your Life"        | —                   | —                   | —                   | —                   | 31                  | —                   | —                   | 39                  |                                                               | Scars & Stories                   |
| 2013 | "Love Don't Die"           | 60                  | —                   | —                   | —                   | 7                   | —                   | 65                  | 44                  | - EUA: Ouro                                                   | Helios                            |